# Butyriboletus peckii
Espèce
Synonymes
- Boletus peckii Frost, 1878 (basionyme)[1]
- Caloboletus peckii (Frost) Vizzini[1]
- Ceriomyces peckii (Frost) Murrill[1]
- Suillus peckii (Frost) Kuntze[1]

Butyriboletus peckii est une espèce Américaine de champignons de la famille des Boletaceae.

## Répartition, habitat
Butyriboletus peckii se rencontre dans l'Est de l'Amérique du Nord. Cette espèce est présente groupée ou dispersée dans les forêts de feuillus ou de bois mixte et notamment où figurent des hêtres ou des chênes.

## Systématique
Le nom correct complet (avec auteur) de ce taxon est Butyriboletus peckii (Frost) Kuan Zhao, Zhu L.Yang & Halling, 2015,.
L'espèce a été initialement classée dans le genre Boletus sous le basionyme Boletus peckii Frost, 1878.
Butyriboletus peckii a pour synonymes :
- Boletus peckii Frost, 1878
- Caloboletus peckii (Frost) Vizzini, 2014
- Ceriomyces peckii (Frost) Murrill, 1909
- Suillus peckii (Frost) Kuntze, 1898

## Publication originale
- (en) Kuan Zhao, Gang Wu, Roy Halling et Zhu L. Yang, « Three new combinations of Butyriboletus (Boletaceae) », Phytotaxa, Magnolia Press (d), vol. 234, no 1,‎ 11 novembre 2015, p. 51–62 (ISSN 1179-3155 et 1179-3163, OCLC 465307755, DOI 10.11646/PHYTOTAXA.234.1.3, lire en ligne).